# أوين ساوند (أونتاريو)

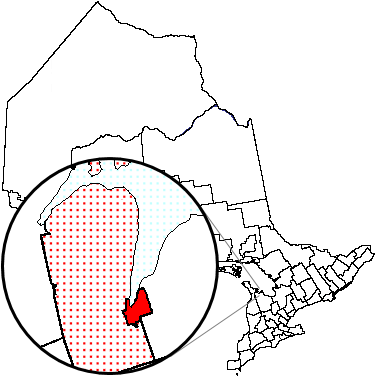
أوين ساوند في مقاطعة أونتاريو

أوين ساوند (بالإنجليزية: Owen Sound) بلدة كندية في مقاطعة أونتاريو.

## جغرافيتها
تبلغ مساحتها 24.22 كلم2 وعدد سكانها بحسب إحصائية سنة 2006 حوالي 21,753 نسمة بكثافة 51.4 نسمة/كلم2 ورمزها البريدي هو N4K وإحداثياتها هي 44°34′N 80°56′W.

## المناخ
يظهر الجدول التالي التغييرات المناخية على مدار السنة لأوين ساوند:
| البيانات المناخية لـأوين ساوند     | البيانات المناخية لـأوين ساوند | البيانات المناخية لـأوين ساوند | البيانات المناخية لـأوين ساوند | البيانات المناخية لـأوين ساوند | البيانات المناخية لـأوين ساوند | البيانات المناخية لـأوين ساوند | البيانات المناخية لـأوين ساوند | البيانات المناخية لـأوين ساوند | البيانات المناخية لـأوين ساوند | البيانات المناخية لـأوين ساوند | البيانات المناخية لـأوين ساوند | البيانات المناخية لـأوين ساوند | البيانات المناخية لـأوين ساوند |
| الشهر                              | يناير                          | فبراير                         | مارس                           | أبريل                          | مايو                           | يونيو                          | يوليو                          | أغسطس                          | سبتمبر                         | أكتوبر                         | نوفمبر                         | ديسمبر                         | المعدل السنوي                  |
| ---------------------------------- | ------------------------------ | ------------------------------ | ------------------------------ | ------------------------------ | ------------------------------ | ------------------------------ | ------------------------------ | ------------------------------ | ------------------------------ | ------------------------------ | ------------------------------ | ------------------------------ | ------------------------------ |
| الدرجة القصوى °م (°ف)              | 15.6 (60.1)                    | 18.5 (65.3)                    | 26.1 (79.0)                    | 30.5 (86.9)                    | 36.1 (97.0)                    | 35.0 (95.0)                    | 40.0 (104.0)                   | 37.2 (99.0)                    | 35.6 (96.1)                    | 30.6 (87.1)                    | 22.8 (73.0)                    | 18.5 (65.3)                    | 40.0 (104.0)                   |
| متوسط درجة الحرارة الكبرى °م (°ف)  | −1.9 (28.6)                    | −1.0 (30.2)                    | 3.2 (37.8)                     | 10.3 (50.5)                    | 16.6 (61.9)                    | 21.7 (71.1)                    | 24.8 (76.6)                    | 24.2 (75.6)                    | 20.2 (68.4)                    | 13.4 (56.1)                    | 6.9 (44.4)                     | 1.1 (34.0)                     | 11.6 (52.9)                    |
| المتوسط اليومي °م (°ف)             | −5.4 (22.3)                    | −4.8 (23.4)                    | −1 (30)                        | 5.8 (42.4)                     | 11.5 (52.7)                    | 16.6 (61.9)                    | 20.1 (68.2)                    | 19.6 (67.3)                    | 15.8 (60.4)                    | 9.6 (49.3)                     | 3.8 (38.8)                     | −1.8 (28.8)                    | 7.5 (45.5)                     |
| متوسط درجة الحرارة الصغرى °م (°ف)  | −9.0 (15.8)                    | −8.7 (16.3)                    | −5.2 (22.6)                    | 1.2 (34.2)                     | 6.4 (43.5)                     | 11.5 (52.7)                    | 15.3 (59.5)                    | 15.0 (59.0)                    | 11.4 (52.5)                    | 5.7 (42.3)                     | 0.7 (33.3)                     | −4.8 (23.4)                    | 3.3 (37.9)                     |
| أدنى درجة حرارة °م (°ف)            | −34.4 (−29.9)                  | −36.7 (−34.1)                  | −31.1 (−24.0)                  | −18.3 (−0.9)                   | −7.8 (18.0)                    | −1.7 (28.9)                    | 1.1 (34.0)                     | 2.2 (36.0)                     | −3.3 (26.1)                    | −10.6 (12.9)                   | −23.3 (−9.9)                   | −30.0 (−22.0)                  | −36.7 (−34.1)                  |
| الهطول مم (إنش)                    | 128.8 (5.07)                   | 86.3 (3.40)                    | 77.8 (3.06)                    | 71.0 (2.80)                    | 84.0 (3.31)                    | 73.5 (2.89)                    | 70.4 (2.77)                    | 78.7 (3.10)                    | 106.1 (4.18)                   | 98.0 (3.86)                    | 110.0 (4.33)                   | 129.9 (5.11)                   | 1٬114٫4 (43.87)                |
| معدل هطول الأمطار مم (إنش)         | 27.9 (1.10)                    | 21.5 (0.85)                    | 42.4 (1.67)                    | 63.8 (2.51)                    | 84.0 (3.31)                    | 73.5 (2.89)                    | 70.4 (2.77)                    | 78.7 (3.10)                    | 106.1 (4.18)                   | 96.4 (3.80)                    | 82.8 (3.26)                    | 36.7 (1.44)                    | 783.9 (30.86)                  |
| متوسط تساقط الثلوج سم (إنش)        | 101.0 (39.8)                   | 64.8 (25.5)                    | 35.4 (13.9)                    | 7.3 (2.9)                      | 0.1 (0.0)                      | 0.0 (0.0)                      | 0.0 (0.0)                      | 0.0 (0.0)                      | 0.0 (0.0)                      | 1.6 (0.6)                      | 27.2 (10.7)                    | 93.2 (36.7)                    | 330.4 (130.1)                  |
| متوسط أيام هطول الأمطار (≥ 0.2 mm) | 20.7                           | 15.0                           | 12.9                           | 13.4                           | 12.8                           | 11.1                           | 10.4                           | 11.6                           | 13.9                           | 17.7                           | 17.7                           | 19.7                           | 176.8                          |
| متوسط الأيام الممطرة (≥ 0.2 mm)    | 4.4                            | 3.5                            | 6.4                            | 12.3                           | 12.8                           | 11.1                           | 10.4                           | 11.6                           | 13.9                           | 17.5                           | 13.7                           | 7.1                            | 124.7                          |
| متوسط الأيام المثلجة (≥ 0.2 cm)    | 17.4                           | 12.3                           | 7.8                            | 2.0                            | 0.04                           | 0.0                            | 0.0                            | 0.0                            | 0.0                            | 0.5                            | 5.5                            | 14.0                           | 59.5                           |
| المصدر: Environment Canada         |                                |                                |                                |                                |                                |                                |                                |                                |                                |                                |                                |                                |                                |

## أعلام
- بيلي بيشوب
- دينيسي أرمسترونغ
- جيسيكا كاميرون
- هاب داي
- إليزابيث هاي
- فاركوهار أوليفر
- هيو كوان